# Gnathomorpha arghandabella
Gnathomorpha arghandabella är en fjärilsart som beskrevs av Hans Georg Amsel 1970. Gnathomorpha arghandabella ingår i släktet Gnathomorpha och familjen mott. Inga underarter finns listade i Catalogue of Life.